# Чемпионат Южной Америки по волейболу среди мужчин 2021
34-й чемпионат Южной Америки по волейболу среди мужчин проходил с 1 по 5 сентября 2021 года в столице Бразилии городе Бразилиа с участием 5 национальных сборных команд. Чемпионский титул в 33-й раз в своей истории и в 28-й раз подряд выиграла сборная Бразилии.

## Команды-участницы
Аргентина, Бразилия, Колумбия, Перу, Чили.

## Система проведения чемпионата
5 команд-участниц провели однокруговой турнир, по результатам которого была определена итоговая расстановка мест. Первичным критерием при распределении мест служило общее количество побед, затем количество набранных очков, соотношение партий, соотношение игровых очков, результаты личных встреч. За победы со счётом 3:0 и 3:1 команды получали по 3 очка, за победы 3:2 — по 2 очка, за поражения 2:3 — по 1 очку, за поражения 0:3 и 1:3 очки не начислялись.

## Результаты
| М | Команда   | 1   | 2   | 3   | 4   | 5   | И | В | П | С/П  | О  |
| - | --------- | --- | --- | --- | --- | --- | - | - | - | ---- | -- |
| 1 | Бразилия  |     | 3:1 | 3:0 | 3:0 | 3:0 | 4 | 4 | 0 | 12:1 | 12 |
| 2 | Аргентина | 1:3 |     | 3:1 | 3:0 | 3:0 | 4 | 3 | 1 | 10:4 | 9  |
| 3 | Чили      | 0:3 | 1:3 |     | 3:1 | 3:0 | 4 | 2 | 2 | 7:7  | 6  |
| 4 | Колумбия  | 0:3 | 0:3 | 1:3 |     | 3:1 | 4 | 1 | 3 | 4:10 | 3  |
| 5 | Перу      | 0:3 | 0:3 | 0:3 | 1:3 |     | 4 | 0 | 4 | 1:12 | 0  |

1 сентября
Аргентина — Колумбия 3:0 (25:20, 25:18, 25:17); Бразилия — Перу 3:0 (25:12, 25:18, 25:19).
2 сентября
Чили — Перу 3:0 (25:23, 25:22, 25:13); Бразилия — Колумбия 3:0 (25:20, 25:22, 25:21).
3 сентября
Аргентина — Перу 3:0 (25:20, 25:21, 25:12); Бразилия — Чили 3:0 (25:22, 25:18, 25:19).
4 сентября
Аргентина — Чили 3:1 (25:16, 21:25, 25:21, 25:22); Колумбия — Перу 3:1 (25:21, 25:16, 23:25, 25:15).
5 сентября
Бразилия — Аргентина 3:1 (25:17, 24:26, 25:18, 25:18); Чили — Колумбия 3:1 (22:25, 25:17, 25:22, 25:15).

## Итоги

### Положение команд
| Бразилия    |
| Аргентина   |
| Чили        |
| 4. Колумбия |
| 5. Перу     |

### Мировая квалификация
Две лучшие команды по итогам чемпионата — Бразилия и Аргентина — квалифицировались на чемпионат мира 2022.

### Призёры
Бразилия: Бруно Мосса Резенде (Бруниньо), Фернандо Жил Крелинг (Фернандо), Абубакар Драме Нето, Алан Феррейра ди Соуза (Алан), Жоан Рафаэл Феррейра, Адриано Шавьер, Габриэл Ваккари, Рикардо Лукарелли Сантос ди Соуза (Лукарелли), Кледенилсон Соуза, Исак Виана Сантос (Исак), Лукас Сааткамп (Лукан), Флавио Резенде Жуалберто (Флавио), Майк Рейс Насименто (Майк), Талес Густаво Хосс (Талес). Тренер — Ренан Дал Зотто.
  Аргентина: Матиас Санчес, Ян Мартинес Франчи, Хоакин Гальего, Агустин Лосер, Сантьяго Данани, Николас Ласо, Бруно Лима, Эзекиэль Паласиос, Лусиано Палонски, Николас Марсело Мендес, Мартин Рамос, Мануэль Балаге, Николас Серба, Матиас Гираудо. Тренер — Марсело Мендес.
  Чили: Эстебан Вильярреал, Матиас Банда, Томас Паррагирре, Висенте Мардонес, Душан Боначич, Рафаэль Альборнос, Висенте Паррагирре, Висенте Ибарра, Габриэль Арайя, Симон Гуэрра, Томас Гаго Муртаг, Хайме Браво, Лукас Лавин. Тренер — Гильермо Хименес.

### Индивидуальные призы
| - MVP Бруно Резенде - Лучшие доигровщики Рикардо Лукарелли Висенте Паррагирре - Лучшие центральные блокирующие Агустин Лосер Мартин Рамос | - Лучший связующий Бруно Резенде - Лучший диагональный нападающий Либерман Агамес - Лучший либеро Сантьяго Данани |